# Nyttig idiot
Nyttig idiot är en beskrivning av en person som löper andras ärenden utan att vara medveten om att så är fallet och i stället tror att det är de egna intressena som värnas. Detta beteende har använts av bland annat underrättelsetjänster genom att utnyttja övertygelsen hos godtrogna "idealister" eller personer starkt knutna till en politisk lära eller konformism för att sprida propaganda, falska rykten, samla in information, med mera.
Begreppet tillskrivs vanligen Sovjetunionens ledare Lenin, trots att det saknas stöd för detta. Det närmaste man kommer i Lenins skrifter är uttalandet "H. är lika dum som K. och just därför är han behjälplig för oss", i ett brev den 10 februari 1922 till utrikesministern Georgij Tjitjerin, angående en vänsterradikal i väst.[källa behövs]
Begreppet användes ursprungligen[källa behövs] om socialist- och kommunistsympatisörer som okritiskt och godtroget försvarade Sovjetunionens och Stalins totalitära politik, inklusive kontroversiella ämnen som till exempel Gulag, Moskvarättegångarna och Molotov-Ribbentroppakten och dess följder. Det har senare också kommit att inkludera rapportörer från väst som skrivit förskönande om situationen i Sovjetunionen eller på annat sätt omedvetet eller medvetet stött eller försvarat Östblocket.
Begreppet har senare använts även om okritiska anhängare till andra system, bland annat om försvarare av Pol Pot, som konservativt debattinlägg mot socialliberaler och i samband med "kriget mot terrorismen", där begreppet använts om kommentatorer som försökt förklara eller mjuka upp annars kategoriska ståndpunkter i skuggan av 11 september-attackerna 2001 om radikal islamism och terrorism. Begreppet används även om dem som ställer upp på västerländska inskränkningar av medborgerliga rättigheter på grund av terroristfaran.